# Guêpier à queue d'aronde
Merops hirundineus
Espèce
Statut de conservation UICN

 LC  : Préoccupation mineure
Le Guêpier à queue d'aronde (Merops hirundineus) est une espèce d'oiseaux appartenant à la famille des Meropidae.
Cet oiseau vit en Afrique subsaharienne.

## Description

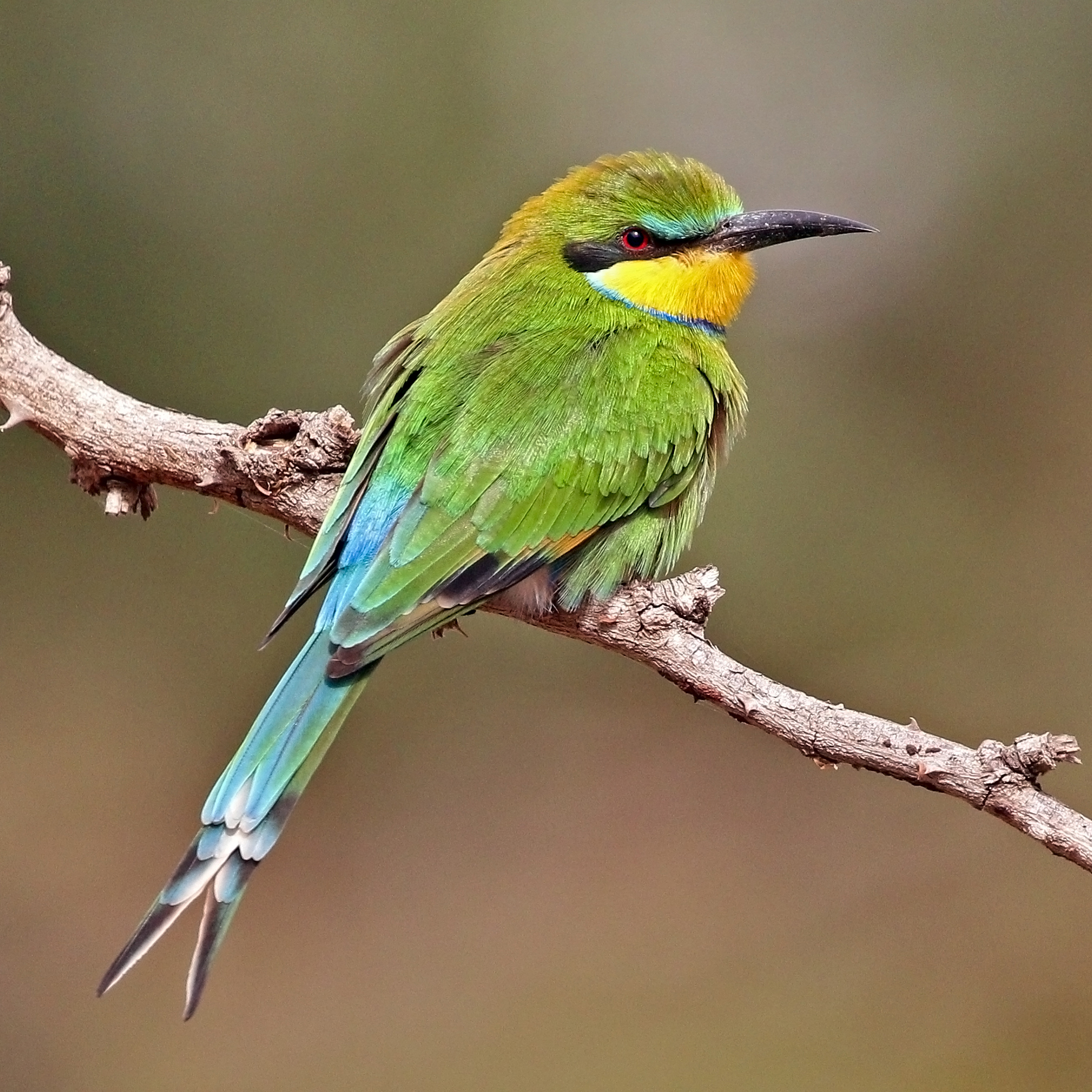
au Sénégal

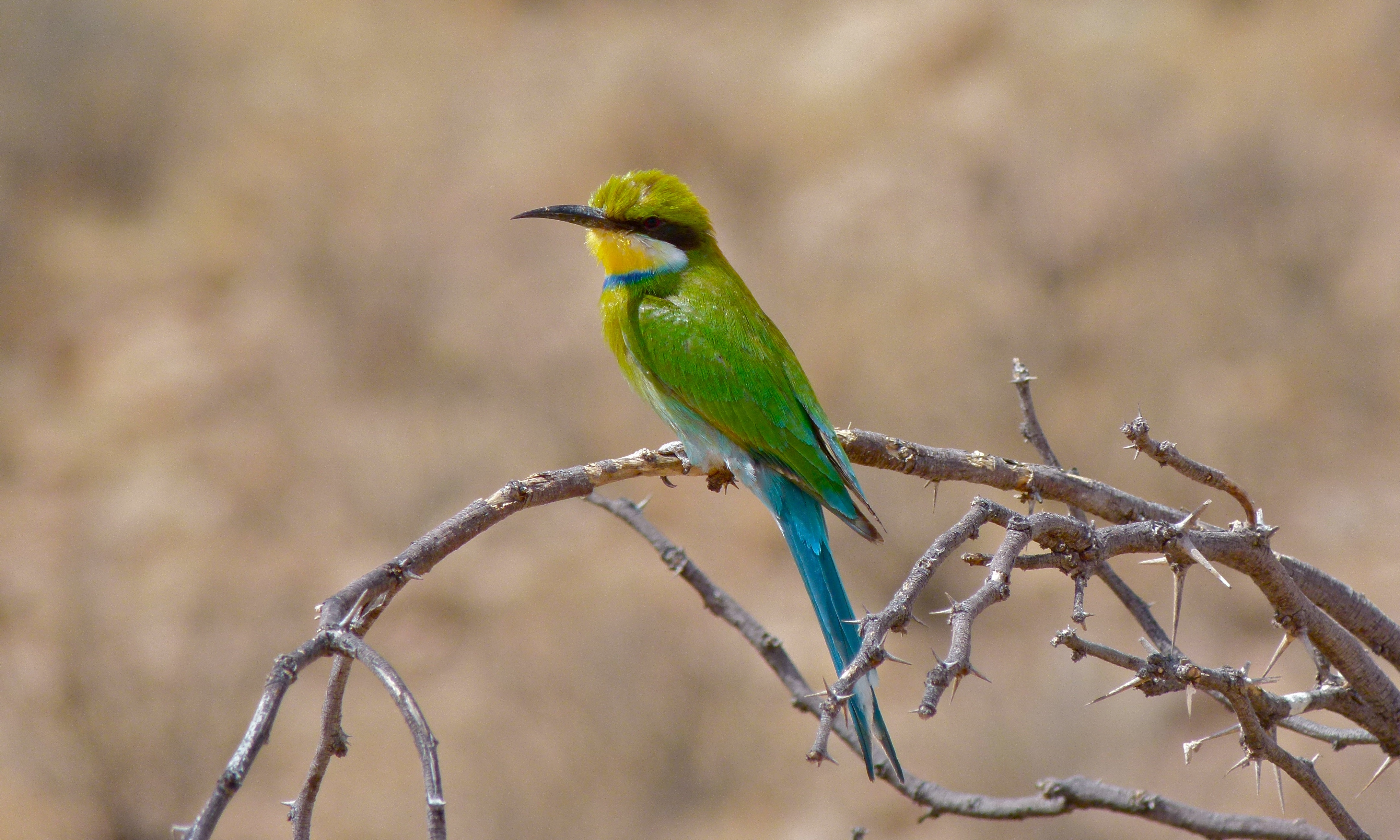
Parc transfrontalier de Kgalagadi, Afrique du Sud